# اوونزبروو (کنتاکی)
اوونزبروو (به انگلیسی: Owensboro) شهری در ایالت کنتاکی کشور ایالات متحده آمریکا است که جمعیت آن در سرشماری سال ۲۰۱۰ میلادی، ۵۷٬۲۶۵ نفر بوده‌است.